# Anomaloglossus leopardus
Anomaloglossus leopardus Ouboter & Jairam, 2012 è un anfibio anuro, appartenente alla famiglia degli Aromobatidi.

## Distribuzione e habitat
È endemica del Suriname. Si trova sul versante sud-orientale del Monte Apalagad, a 480 m s.l.m., a nord di Sipaliwini Savanna, Suriname meridionale (e presumibilmente nel vicino Brasile) e sul Monte Kasikasima.